# Hoquei sobre herba als Jocs Olímpics d'estiu de 1908
Als Jocs Olímpics de 1908 realitzats a la ciutat de Londres es disputà una prova, en categoria masculina, d'hoquei sobre herba. Aquesta fou la primera vegada que aquest esport participava en uns Jocs Olímpics, i les competicions es realitzaren entre el 29 i el 31 d'octubre.

## Nacions participants
Hi participaren sis esquips en representació de tres estats:
- França (1)
- Imperi Alemany (1)
- Regne Unit (4)

El Regne Unit participà en la competició amb quatre equips, un en representació de cada nació que formavan el país: Anglaterra, Escòcia, Gal·les i Irlanda

### Equips
| França | Imperi Alemany | Regne Unit | Regne Unit | Regne Unit | Regne Unit |
| R. P. Aublin David Baidet Raoul Benoist André Bonnal Louis Gautier Daniel Maurice Girard Charles Pattin Louis Poupon Frédéric Roux René Salarnier (porter) Louis Saulnier | Alfons Brehm Elard Dauelsberg Franz Diederichsen Carl Ebert (porter) Jules Fehr Mauricio Galvao Raulino Galvao Fritz Möding Friedrich Wilhelm Rahe Albert Studemann Friedrich Uhl | AnglaterraLouis Baillon Harry Freeman Eric Green Gerald Logan Alan Noble Edgar Page Reggie Pridmore Percy Rees John Yate Robinson Stanley Shoveller Harvey Wood | EscòciaAlexander Burt John Burt Alastair Denniston Charles Foulkes Hew Fraser James Harper-Orr Ivan Laing Hugh Neilson William Orchardson Norman Stevenson Hugh Walker | Gal·lesFrank Connah Llewellyn Evans Arthur Law Robert Lyne Wilfred Pallot Frederick Phillips Edward Richards Charles Shephard Bertrand Turnbull Philip Turnbull James Williams | IrlandaE. Allman-Smith Henry Brown Walter Campbell William Graham Richard Gregg Edward Holmes Robert Kennedy Henry Murphy John Peterson Walter Peterson Charles Power Frank Robinson |

## Resum de medalles
| Prova                      | Or                      | Argent               | Bronze               | Bronze               |
| Hoquei sobre herba masculí | Regne Unit · Anglaterra | Regne Unit · Irlanda | Regne Unit · Escòcia | Regne Unit · Gal·les |

## Medaller
| Posició | País       | Or | Argent | Bronze | Total |
| 1       | Regne Unit | 1  | 1      | 2      | 4     |

## Resultats

### Primera ronda
Els equips de Gal·les i Irlanda passaren directament a semifinals.
| 29 d'octubre de 1908                                       |        |            |  |  |
| Anglaterra                                                 | 10 – 1 | França     |  |  |
| Green [1], Prindmore [3] Shoveller [3], Logan [2] Rees [1] |        | [1] Poupon |  |  |

| 29 d'octubre de 1908           |       |                |  |  |
| Escòcia                        | 4 – 0 | Imperi Alemany |  |  |
| Burt [2], Laing [1] Walker [1] |       |                |  |  |

### Semifinals
No es realitzà partit pel tercer lloc i els perdedors de les semifinals reberen la medalla de bronze.
| 29 d'octubre de 1908 |       |                                       |  |  |
| Escòcia              | 1 – 6 | Anglaterra                            |  |  |
| Walker [1]           |       | [3] Pridmore, [2] Shoveller [1] Logan |  |  |

| 29 d'octubre de 1908              |       |              |  |  |
| Irlanda                           | 3 – 1 | Gal·les      |  |  |
| Robinson [1], Gregg [1] Power [1] |       | [1] Williams |  |  |

### Final
| 31 d'octubre de 1908                   |       |              |  |  |
| Anglaterra                             | 8 – 1 | Irlanda      |  |  |
| Prindmore [4], Shoveller [2] Logan [2] |       | [1] Robinson |  |  |